# Pique-œuf

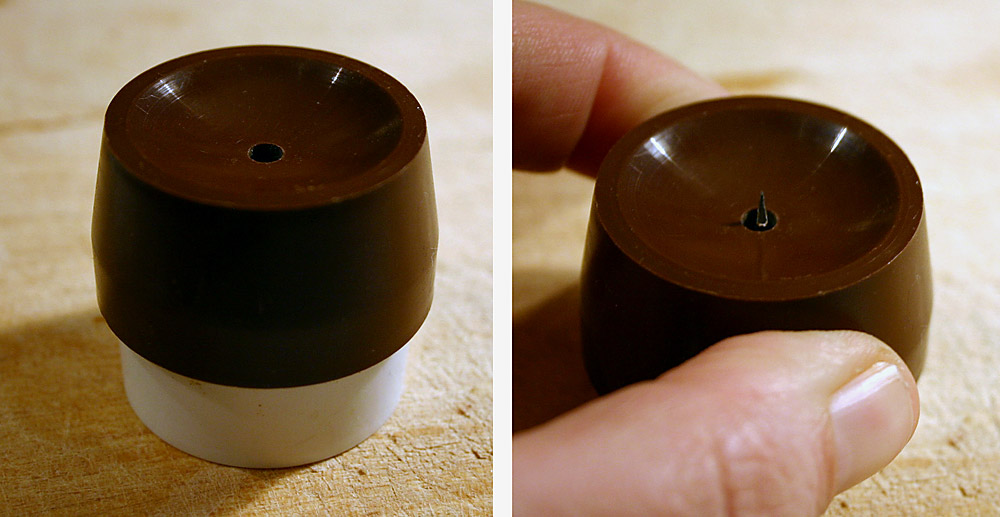
Un pique-œuf.

Le pique-œuf est un ustensile de cuisine utilisé pour percer la coquille des œufs avant leur cuisson dans l’eau et éviter ainsi le plus souvent sa fêlure sous l'effet de la cuisson et la perte de substance dans l'eau. Ce petit objet de forme ronde, souvent en plastique, cache en son centre une aiguille destinée à perforer l’œuf à sa base afin d’en évacuer l’air.

## Procédé
L’utilisation du pique-œuf est très simple : une légère pression de l’œuf sur l’objet permet de créer une perforation de la taille de l’aiguille à la base de l’œuf. Après cette manipulation, l’air contenu dans la partie inférieure entre la coquille et la membrane, ainsi que dans la membrane intérieure s’échappe lors de la cuisson en un chapelet de petites bulles montant vers la surface.
Outre un petit intérêt d'ordre esthétique (les œufs qui ont été percés durant la cuisson sont parfaitement ronds à la base contrairement au non-piqués qui présentent une base aplatie), l’utilisation du pique-œuf se justifie par une friabilité excessive de l’œuf. Plus la coquille est fragile, plus elle a de chance de percer durant la cuisson notamment au moment où l’œuf introduit dans la casserole entre en contact avec le fond ou un autre œuf. 

## Particularismes géographiques
Le pique-œuf est un objet communément utilisé en Allemagne, Belgique, et au Royaume-Uni mais aussi dans d’autres régions du globe anglophones telles que les États-Unis et l’Australie. Appelé eggpricker en Royaume-Uni ou Eierpiker en Allemagne le petit objet est très difficile à trouver dans le reste de l’Europe.
Une des raisons pour lesquelles le pique-œuf est utilisé plus communément au Royaume-Uni et en Allemagne que dans le reste de l’Europe peut trouver son explication dans le fait même de la solidité des œufs dans ces pays. En effet, la qualité de l’œuf et notamment  sa coquille, dépendant du régime alimentaire reçue par la poule, les œufs étant plus friables si la poule reçoit une nutrition moins riches en calcium et magnésium. 
On peut émettre l’hypothèse d’une plus grande fragilité des œufs au Royaume-Uni et en Allemagne, de par l’industrialisation des œufs de poule plus précoce que dans le reste de l’Europe. Par souci d’augmenter la rentabilité, il est possible que les compléments alimentaires riches en calcium et magnésium aient été diminués afin de réduire les coûts de production. On remarque d’ailleurs que le  eggpricker en Angleterre a fait son apparition sur le marché à peu près au même moment que l’industrialisation des œufs frais, à savoir après la Seconde Guerre mondiale.